# Dominik Wlazny

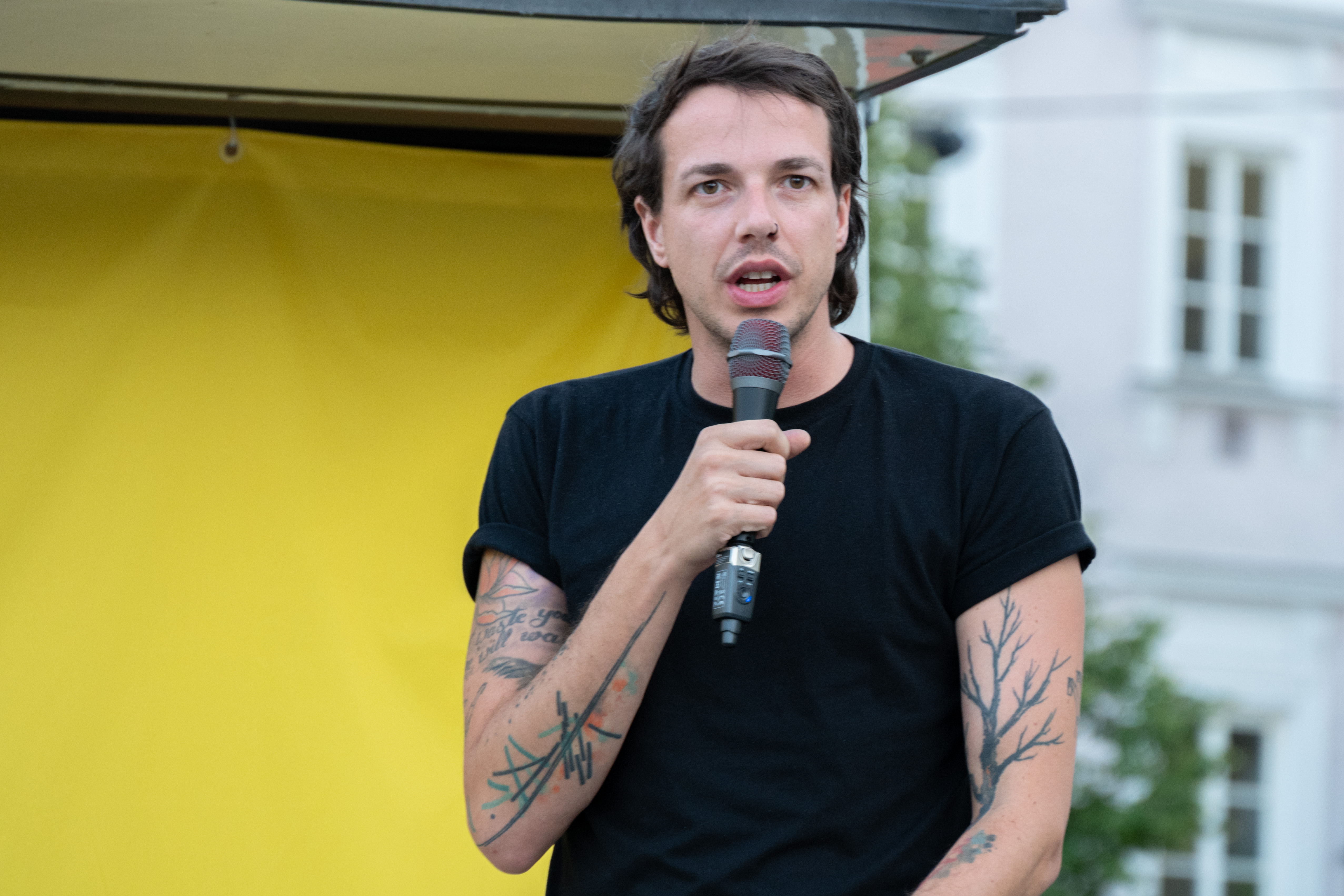
Dominik Wlazny beim Wahlkampf zur Nationalratswahl 2024 in Linz

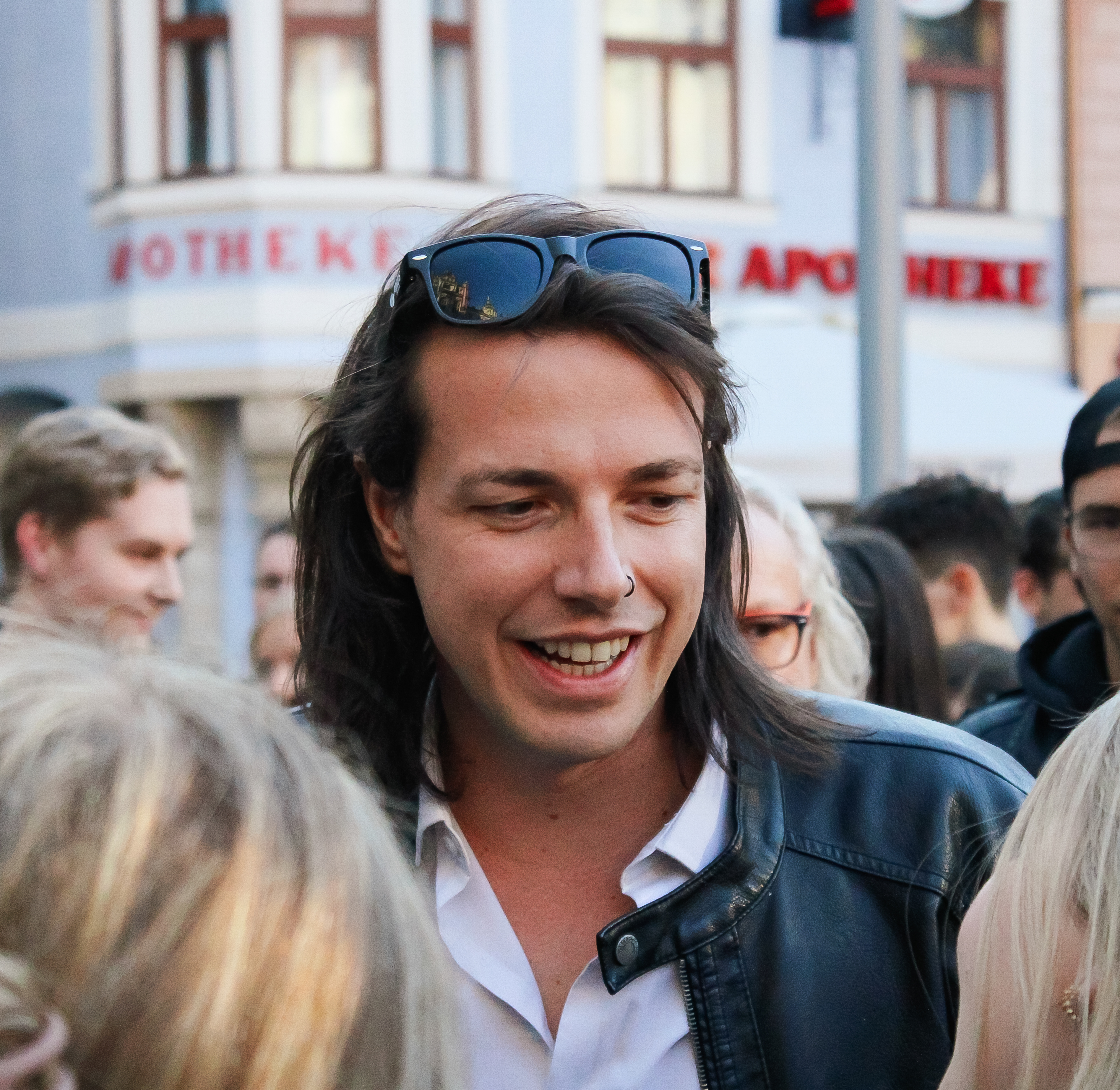
Marco Pogo auf Wahlkampftour im Zuge der Bundespräsidentenwahl 2022 in Graz.

Dominik Wlazny (Aussprache: wl'asni; Künstlername Marco Pogo; * 27. Dezember 1986 in Wien) ist ein österreichischer Politiker (Die Bierpartei), Musiker und Kabarettist. Er ist Vorsitzender der von ihm gegründeten Bierpartei. Nach ersten Erfolgen der Bierpartei bei der Wiener Bezirksvertretungswahl 2020 erreichte Wlazny 2022 bei der Wahl zum österreichischen Bundespräsidenten den dritten Platz.

## Leben

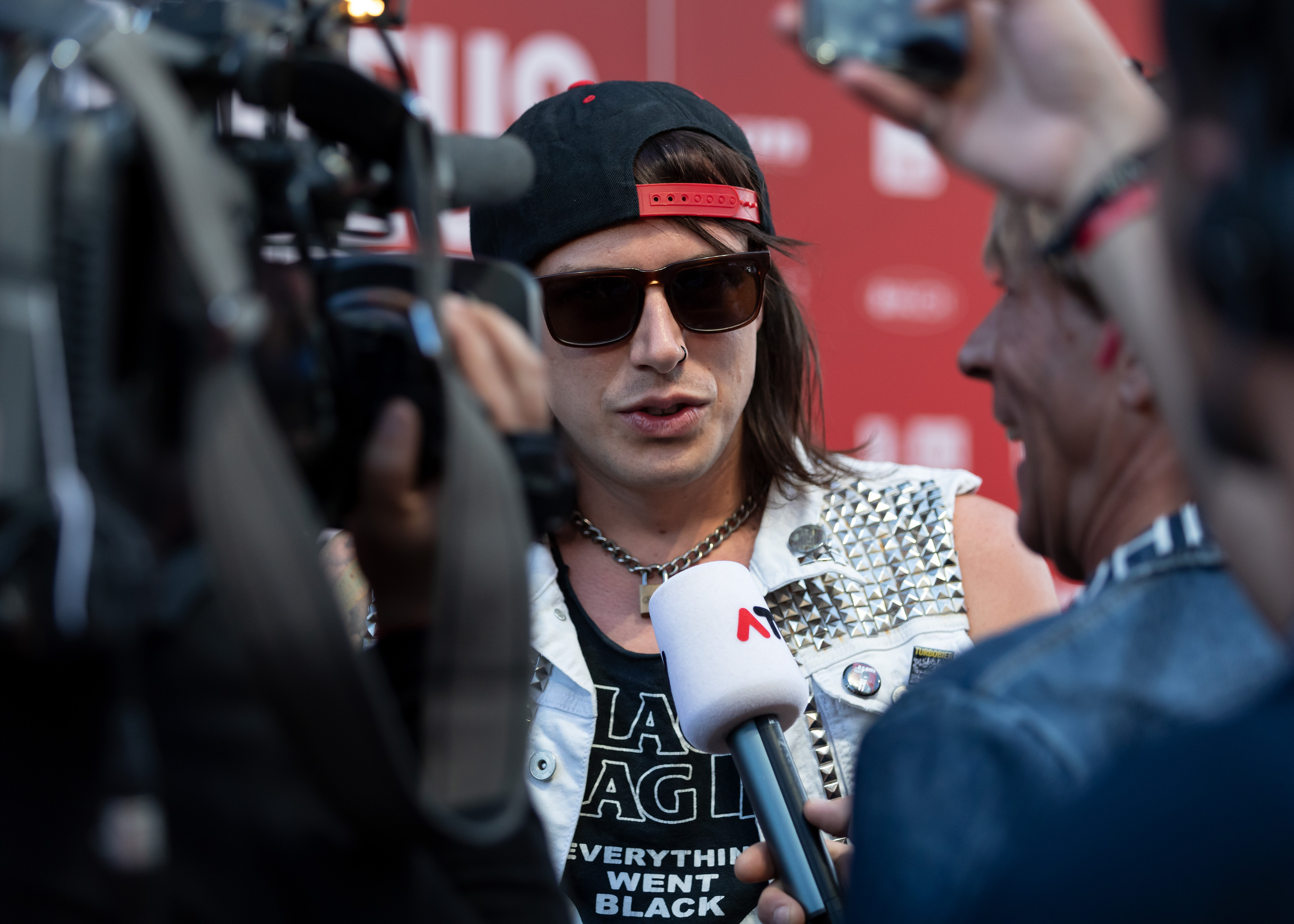
Marco Pogo bei den Amadeus Austrian Music Awards 2019

Dominik Wlazny spielte von Kindheit an Gitarre und begann im Alter von 16 Jahren professionell Musik zu machen. Ab 2003 war er Sänger und Bassist der Rockband The Gogets und gab sich den Künstlernamen Marco Pogo, mit dem er seither vorrangig bezeichnet wird. 2005 schloss er am Bundesgymnasium und Bundesrealgymnasium Hollabrunn mit Matura ab, danach studierte er bis 2012 an der Medizinischen Universität Wien und schloss sein Studium mit einer Diplomarbeit über Wirksamkeit und Verträglichkeit des Wirkstoffes Azithromycin ab.

### Turbobier
Seit 2014 ist er Sänger, Komponist und Konzeptionist der Punkrock-Band Turbobier, mit der er während seiner Zeit als Turnusarzt derart erfolgreich wurde, dass er beschloss, sich ganz der Musik zu widmen. Mit seiner Band erreichte er Spitzenpositionen in den österreichischen Albumcharts und gewann den Amadeus Austrian Music Award Hard & Heavy in den Jahren 2016 und 2022. Seit 2017 ist er Inhaber des Independent-Labels Pogo’s Empire, mit dem er auch die Biermarke Turbobier und verschiedenes Merchandise vertreibt.

### Politik
Pogo ist Gründer und Vorsitzender der Bierpartei (BIER), die er 2015 anlässlich des Songs Die Bierpartei auf dem Debütalbum von Turbobier gründete. Nach einigen Jahren der Inaktivität begann Pogo, mit der ursprünglich als reine Spaßpartei gegründeten Bierpartei tatsächlich Politik zu machen. Er trat in Wien als Spitzenkandidat bei der Nationalratswahl 2019 und der Landtags- und Gemeinderatswahl in Wien 2020 an. Der Einzug in den Nationalrat und den Landtag misslang, bei der Bezirksvertretungswahl in Wien 2020 errang die Bierpartei jedoch insgesamt elf Mandate in Bezirksvertretungen. Pogo selbst nahm ein Bezirksratsmandat in Simmering an. Wie schon im Wahlkampf zuvor (wo die Bierpartei neben seriöseren Zielen auch forderte, den Hochstrahlbrunnen am Schwarzenbergplatz durch einen Bierbrunnen zu ersetzen) gelang es Pogo auch als Bezirksrat, durch medienwirksames Auftreten Aufmerksamkeit für seine Anliegen zu erregen. Im August 2021 impfte er vor seinem Konzert in der Wiener Arena etwa 30 Personen persönlich gegen COVID-19. Im November 2021 forderte er angesichts rasant steigender Neuinfektionen „unpopuläre Maßnahmen“ gegen die COVID-Pandemie. Am 18. Jänner 2024 hat er in einer Pressekonferenz angekündigt, mit seiner Bierpartei bei der Nationalratswahl 2024 antreten zu wollen. Zuerst müsse man aber die Finanzierung der Partei und der Wahlkampagne sicherstellen und das selbst gesetzte Ziel von 20.000 Mitgliedern erreichen. Schaffe man das bis Ende April, werde man kandidieren. Bei der Bekanntgabe der Kandidatur war dieses Ziel nicht erreicht.
Im Mai 2024 wurde sein Rücktritt als Simmeringer Bezirksrat bekannt.

#### Bundespräsidentenwahl 2022
Als nächstes politisches Projekt kündigte er eine Kandidatur bei der Bundespräsidentenwahl 2022 an. Am 19. August 2022 gab er bekannt, die 6000 dafür nötigen Unterstützungserklärungen gesammelt zu haben. Er war damit der erste Kandidat, der diese beim Innenministerium einreichte. Die Kandidatur des amtierenden Bundespräsidenten Alexander Van der Bellen und von Walter Rosenkranz (FPÖ) galt zu diesem Zeitpunkt ebenfalls als gesichert. Marco Pogo, der unter seinem bürgerlichen Namen Dominik Wlazny kandidierte, wurde damit der jüngste Präsidentschaftskandidat Österreichs (das Mindestalter für das Amt beträgt 35 Jahre). Als Eckpunkte seines Wahlprogramms nannte er unter anderem einen neuen, stärker kompetenzorientierten Bewerbungsprozess für Minister (die letzten Regierungen hatten zahlreiche Personalrochaden erlebt). Die Regierung solle vermehrt Experten zu Rate ziehen. Er wolle als Bundespräsident aktiver auftreten und dabei eine moralische Richtschnur anbieten. Politischen Handlungsbedarf sah er unter anderem im Umgang mit der Teuerung, in den Bereichen Pflege, erneuerbare Energien und Asylwesen sowie hinsichtlich der Chancengleichheit im Bildungsbereich. Medienkompetenz solle als Schulfach eingeführt und ein Zukunftsministerium eingerichtet werden, „um politische Entscheidungen über den nächsten Wahltermin hinaus zu treffen“.
Bei der Wahl erreichte Wlazny 8,3 Prozent und damit den dritten Platz. Analysten hoben die Ernsthaftigkeit des vorgeblichen „Spaßkandidaten“ hervor, der sich im Wahlkampf überraschend stark von seiner Kunstfigur Marco Pogo distanziert hatte. Wlazny sei es mit sehr geringem Budget gelungen, nicht nur im politisch linken Spektrum, dem er selbst zugeordnet wird, Stimmen zu sammeln, sondern auch Personen für sich zu gewinnen, die bei der Nationalratswahl 2019 noch die NEOS oder die FPÖ gewählt hatten.

### Humoristisches
Marco Pogos erstes Buch (Gschichtn) erschien am 25. Oktober 2021 im Seifert Verlag. Er erzählt darin auf 136 Seiten Geschichten und Anekdoten aus seinem Leben. Ähnliche Inhalte präsentierte er 2022 im Kabarettprogramm Gschichtldrucker.

## Publikationen
- Dominik Wlazny: Vergleichsstudie zur Wirksamkeit und Verträglichkeit von intravenös appliziertem Azithromycin 1500 mg einmalig versus 500 mg täglich über 3 Tage bei Patienten mit ambulant erworbener Pneumonie. Wien 2012 (Diplomarbeit, Universitätsklinik für Innere Medizin).
- Marco Pogo: Gschichtn. Seifert, Wien 2021, ISBN 978-3-904123-49-5.